# Erciş
Erciş (en armenio: Ականց, Akants; históricamente Արճեշ, Artchesh, pronunciado en español: Eryís) es una ciudad y un distrito ubicado en el norte de la provincia de Van, Turquía.

## Historia
Varias veces capital de algunos estados regionales, la ciudad de Erciş fue fortificada en el siglo XIV por Ali Shah, visir del ilkanato.
Posteriormente Erciş pasó a ser controlada por los turcos Kara Koyunlu.
A partir del siglo XVIII, debido al aumento del nivel del lago Van, el casco antiguo de la ciudad (conocido como Artchesh) desapareció gradualmente y para la segunda mitad del siglo XIX sus edificaciones se encontraban ya bajo las aguas.
En 1841 Erciş fue trasladada al norte, a un lugar mucho más elevado llamado Alada. La nueva ciudad construida fue llamada Akants (Նոր Արճեշ ) y conocida como Nueva Artchesh en Armenia y Erciş en Turquía.
En 1914, los rusos invadieron la ciudad, pero fueron expulsados el 1 de abril de 1918. 
El fuerte terremoto que sufrió Turquía el 23 de octubre de 2011 afectó también a la región.

## Descripción
El distrito tiene un total de 2.115 km² y está rodeado por el distrito de Muradiye en el este, el lago Van en el sur, las provincias de Bitlis en el oeste y Ağrı en el norte. 
Hay 143 asentamientos, de los cuales 3 tienen jerarquía de municipios, 14 de distrito, 2 de subdistrito, 85 de aldeas y 39 otras entidades.
La población total del distrito es de 145.229 personas. La densidad de población es 47/km²: la población rural alcanza las 66.832 personas mientras que la urbana asciende a 78.397, de los cuales 77.065 habitan la ciudad Erciş.
Erciş es una de las ciudades más desarrolladas en el este de Turquía aunque se conservan las tradiciones populares.